# Tam Thanh, Tân Sơn
Tam Thanh là một xã thuộc huyện Tân Sơn, tỉnh Phú Thọ, Việt Nam.
Xã Tam Thanh có diện tích 16,81 km², dân số năm 1999 là 2154 người, mật độ dân số đạt 128 người/km².